# Bandera de Recife
La Bandera de Recife es el pabellón que representa a esa ciudad. Es uno de los dos símbolos oficiales de la ciudad de Recife, la tercera más poblada de Brasil. Consiste en un rectángulo dividido en tres franjas verticales coloreadas con los colores azul y blanco, los mismos colores que la Bandera de Pernambuco. Fue adoptada el 15 de diciembre de 1973 mediante la ley 11.210.

## Simbolismo
La estrella representa al Estado de Pernambuco, que a su vez se lo representa igualmente en la bandera del Brasil. La frase latina "Fides et Virtus" (la: "Fuerza y Fe") "son los ideales perseguidos por los seres humanos". El león coronado, representa al escudo de armas de Juan Mauricio de Nassau, y al apodo ganado por Pernambuco, "león del norte", en alusión a la historia de la lucha de los pueblos del Estado. La cruz cristiana simboliza a la colonización portuguesa y la llegada del cristianismo a Brasil. El sol simboliza su fuerte presencia en los jardines de la ciudad.